# Réseau de l'Avenir - Grande viaille
Le réseau de l'Avenir - Grande viaille est un réseau souterrain aveugle situé dans le domaine souterrain de Savonnières-en-Perthois. Faisant partie initialement d'un endokarst composé de viailles, celui-ci a été recoupé par l'exploitation de pierre de Savonnières, dans la grande carrière souterraine dite du village, en deux endroits séparant ainsi le réseau en trois parties : gouffre de l'Avenir (ou Avenir aval), galerie Avenir amont et Grande viaille.

## Description
Le réseau de l'Avenir - Grande viaille est composé de deux ruisseaux amonts, celui de la Grande viaille (340 m) et celui de la galerie Avenir amont (150 m), qui convergent pour se jeter ensemble à la base du gouffre de l'Avenir (prof.−41 m). De là, les eaux poursuivent leur cheminement dans un méandre étroit et boueux, appelé le ruisseau aval (430 m), terminé par un siphon impénétrable situé à une profondeur finale par rapport à l'entrée de −45 m. La résurgence des eaux s'effectue aux sources de Cousances-les-Forges.

## Géologie
Le gouffre se développe dans les calcaires du Tithonien.

## Biologie
L'eau des ruisseaux du réseau de l'Avenir est peuplée de crustacés stygobies isopodes du genre Cæcosphæroma et Proasellus cavaticus ainsi que de crustacés stygobies amphipodes du genre Niphargus. De nombreuses sangsues peuplent également les eaux du gouffre.